# Jeremferden
Jeremferden (zm. 1419) – chan Złotej Ordy w latach 1417–1419.
Był jednym z synów Tochtamysza, którzy walczyli o władzę w Złotej Ordzie. Po jego śmierci w 1419 roku Złota Orda znalazła się pod kontrolą jego siostrzeńca Dewlet Berdi.